# Ленточница липовая
Ленточница липовая или орденская лента липовая (Catocala lara) — вид бабочек из семейства Erebidae.

## Описание
Крупная бабочка. Длина переднего крыла 37 мм. Переднее крыло серого цвета с фиолетовыми и желтоватыми тонами, с двумя неполными светлыми перевязями, которые не доходят до заднего края. Задние крылья буро-чёрные, посередине с белой перевязью.

## Ареал
Встречается в России (Амурской области, в Хабаровском и Приморском краях, известны единичные залёты бабочек на Камчатку), в Японии, Корее, в Северном и Северо-Восточном Китае.

## Биология
Встречаются в лиственничных лесах, на опушкам и полянах. За год развивается одно поколение. Время лёта бабочек с середины июля до середины октября. Бабочки активны в ночное время суток. Ведут преимущественно скрытый образ жизни. Часто привлекаются на искусственные источники света. Зимуют яйца. Кормовые растения гусениц — липа.